# Story City
Story City is een plaats (city) in de Amerikaanse staat Iowa, en valt bestuurlijk gezien onder Story County.

## Demografie
Bij de volkstelling in 2000 werd het aantal inwoners vastgesteld op 3228. In 2006 is het aantal inwoners door het United States Census Bureau geschat op 3190, een daling van 38 (-1,2%).

## Geografie
Volgens het United States Census Bureau beslaat de plaats een oppervlakte van 6,3 km², geheel bestaande uit land. Story City ligt op ongeveer 306 m boven zeeniveau.

## Plaatsen in de nabije omgeving
De onderstaande figuur toont nabijgelegen plaatsen in een straal van 16 km rond Story City.